# Lorditomaeus blattoides
Lorditomaeus blattoides är en skalbaggsart som beskrevs av Rudolph Petrovitz 1969. Lorditomaeus blattoides ingår i släktet Lorditomaeus och familjen Aphodiidae. Inga underarter finns listade i Catalogue of Life.